# Mionnay

Mionnay este o comună în departamentul Ain din estul Franței.